# КУД „Младост” Разбој
КУД Младост Разбој (Културно-умјетничко друштво Црквене Општине Стапари из Разбоја Лијевчанског) је основано 17. маја 2010. године при парохији Стапарској у Гламочанима. КУД је основан на иницијативу пароха Младена Продановића.
Друштво окупља око 80 чланова узраста. Подјељено је у 2 секције: (Први ансамбл, Дјечији ансамбл).

## Општи подаци
КУД Младост за своју крсну славу празнује Св. Василију острошког, када организује "љетњи" годишњи концерт и угошћује госте из околине, али и из Србије. Највеће славље је за Преображење господње, када је парохијска слава. Тад се концерт одржава у порти храма Преображења господњег у Гламочанима. КУД је за кратко вријеме постојања постигао велике резултате. Пласирало се у 33 најбоља друштва Републике Српске. Културно умјетничко друштво се развија под будним оком умјетничког руководиоца Бојана Џелајлије . Друштво је остварило сарадњу са бројним КУД-оовима из Републике Српске и Иностранства.
КУД је до сада путовао у Србију, Пољску, Аустрију, Словенију, Македонију,Црну Гору...

## Кореографије
КУД Младост у поставци има 10 кореографија са комплетним ношњама. То су:
- крајишке игре из околине Бање Луке( изводи дјечији и А-ансамбл)
- игре са Озрена ( иводи дјечији и А-ансамбл)
- игре из Србије-околина Београда
- игре из Гламоча
- игре са Грмеча
- чобанске игре (изводи дјечији ансамбл)
- шопске игре
- игре из Лијевча Поља
- крајишке игре
- Бела крајина

## Народне ношње и обичаји
Ово друшто има 10 комплетних ношњи са најмање 8, а највише 12 парова ношње сваког краја. Кројачи шију хлаче, хаљине, кошуље, јелеке, зубуне, док жене везу, плету појасеве, везу мараме и бошче. Младост је преузело на себе да сачува од заборава игру и пјесму. Па тако поред играчких ансамбла постоје и женске и мушке пјевачке групе. Пошто је један од најтрофејнијих, али притом и најмлађих друштава, Младост је постао водеће друштво Општине Србац, али и један од најбољих Лијевча Поља.

## Лијевчанска народна ношња
Српска народна ношња у Лијевче пољу се дијели на мушку и женску. Мушкарци носе.
- бијела гаће са ришањем (израђене од ланеног платна)
- кошуња са везом (израђена од ланеног платна)
- црни јелек (од ваљане црне чоје)
- наруквице (црне боје)
- шешир
- плетене бијеле вунене чарапе
- опанци

Женска народна ношља се састоји од:
- сукња са ришаном чипком
- кошуња са ришаном чипком на пукавима и предњем дијелу
- наруквице (црвене боје)
- накит (носе удате жене)
- бошча за главу
- тканица (појас)
- торбица
- прегача (предњу прегачу носе дјевојке, а задњу удате жене)
- шарени приглавци (носе удате жене)
- црне плетене чарапе
- опанци